# Jung Ye-Rin
Jung Ye-Rin (en coreano: 정예린; 15 de julio de 1996) es una deportista surcoreana que compite en judo.
Participó en los Juegos Olímpicos de París 2024, obteniendo una medalla de bronce en la prueba de equipo mixto. Ganó una medalla de bronce en los Juegos Asiáticos de 2022 y una medalla de bronce en el Campeonato Asiático de Judo de 2022.

## Palmarés internacional
| Juegos Olímpicos    | Juegos Olímpicos       | Juegos Olímpicos  | Juegos Olímpicos |
| Año                 | Lugar                  | Medalla           | Categoría        |
| ------------------- | ---------------------- | ----------------- | ---------------- |
| 2024                | París (Francia)        | Medalla de bronce | Equipo mixto     |
| Juegos Asiáticos    |                        |                   |                  |
| Año                 | Lugar                  | Medalla           | Categoría        |
| 2022                | Hangzhou (China)       | Medalla de bronce | –52 kg           |
| Campeonato Asiático |                        |                   |                  |
| Año                 | Lugar                  | Medalla           | Categoría        |
| 2022                | Nursultán (Kazajistán) | Medalla de bronce | –52 kg           |